# UTC+04:51
UTC+04:51는 협정 세계시(UTC)보다 4시간 51분 빠른 시간대이다. 1884년부터 1955년까지 봄베이 시간으로 사용되었다. 인도 표준시(IST)와 39분 차이가 난다.(현재 인도 표준시는 UTC+5:30을 사용하고 있다.)
봄베이(현재의 뭄바이)의 평균태양시와 일치하며 그리니치 평균시(GMT)보다 4시간 51분 빠르다. 1884년 워싱턴 D.C.에서 개최된 국제자오선회의(International Meridian Conference)에서 생성했다. 인도는 서부 지역에서 사용하는 봄베이 시간대와 나머지 동부 지역에서 사용하는 캘커타(현재 콜카타) 시간대의 두 시간대로 나누기로 결정했다. 이후 인도는 단일한 표준 시간대(인도표준시 UTC+5:30)를 채택하여 1906년 1월 1일부터 사용했다. 그럼에도 불구하고 봄베이 시간대는 1955년까지 이 지역에서 계속 사용되었다.

## 같이 보기
- 시간대
- 인도 표준시